# Bastendorf
Bastendorf (Luxemburgs: Baastenduerf) is een plaats en voormalige gemeente in het Luxemburgse kanton Vianden. Sinds 1 januari 2006 is Bastendorf samen met Fouhren opgenomen in de nieuwe gemeente Tandel. Bastendorf verhuisde daarbij van het kanton Diekirch naar het kanton Vianden. Bastendorf heeft een totale oppervlakte van 24,44 km2 en telde 759 inwoners op 1 januari 2005.

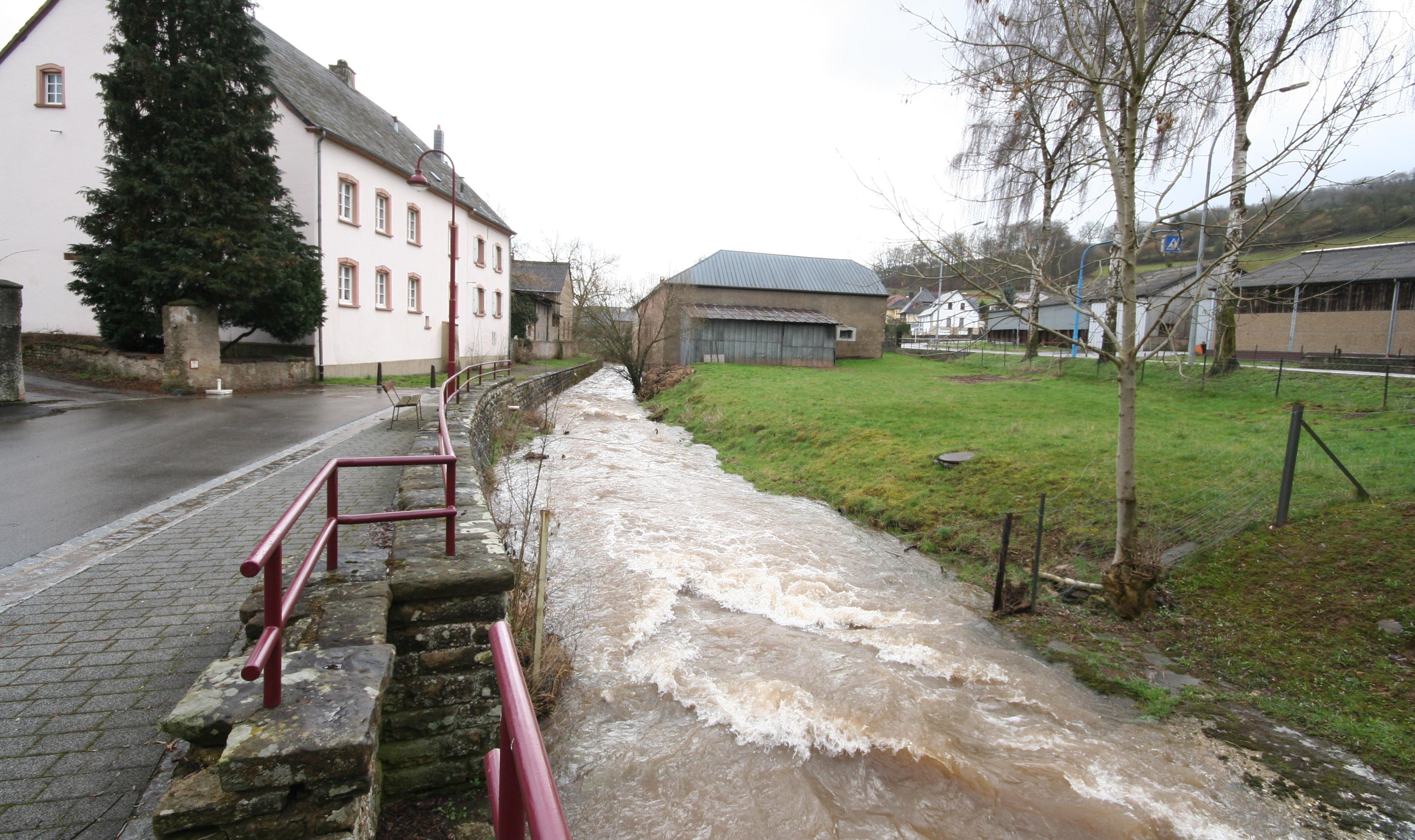
Het riviertje de Blees
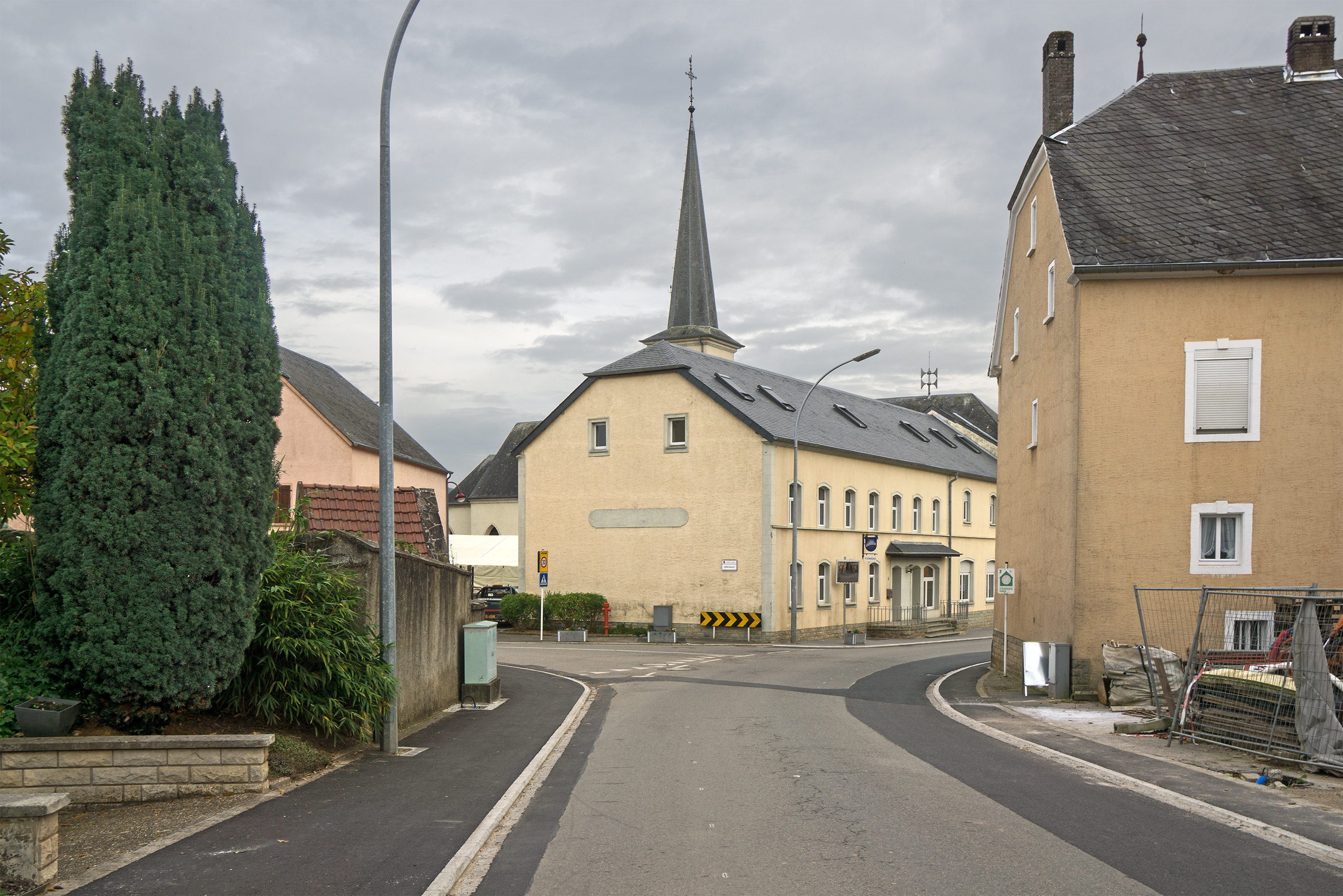
Hoofdstraat

## Ontwikkeling van het inwoneraantal
| Jaar                              | 2001 | 2002 | 2003 | 2004 | 2005 |
| --------------------------------- | ---- | ---- | ---- | ---- | ---- |
| Inwoneraantal                     | 721  | 745  | 734  | 760  | 759  |
| Opmerking: tellingen op 1 januari |      |      |      |      |      |

Bastendorf · Bettel · Brandenbourg · Fouhren · Hoscheidterhof · Landscheid · Longsdorf · Selz · Tandel · Walsdorf

Luxemburgse gemeenten · Kanton Vianden · Luxemburg